# Робертсбрідж
Робертсбрідж — село в цивільній парафії Сейлхерст і Робертсбрдж, що належить до району Ротер Східного Сассекса, Англія. Воно розташоване приблизно за 16 км на північ від Гастінгса та 21 км на південний схід від Роял-Танбридж-Веллса. Через село протікає річка Ротер.

## Історія
Вважається, що село виникло в 1176 році, коли абат Роберт де Сен-Мартен заснував тут Цистерціанське абатство. Перше зафіксоване використання назви Робертсбрідж (лат. Pons Roberti) відбулося, коли в 1198 році Річард I надав селищу ринкову хартію. Абатство було розпущено в 1538 році; однак село процвітало, і багато з найстаріших збережених будинків у ньому датуються 14-м та 15-м століттями, серед яких і The Seven Stars Inn на Гай-стріт. У селі було знайдено Робертсбріджський кодекс (1360), музичний манускрипт 14 століття, що містить найдавнішу збережену музику, написану спеціально для клавішних інструментів. 

## Транспорт
Залізнична станція Робертсбрідж розташована на головній залізничній лінії від Гастінгса до Лондона і на магістральній дорозі A21. Об’їзна дорога Робертсбріджа була відкрита в 1989 році.

## Освіта
У селі розташовується Робертсбріджський громадський коледж, спеціялізований в математиці й комп'ютерних науках, а також початкова школа Церкви Англії в Сейлгерсті.

## Комунальні заклади
Робертсбрідж має низку культурних організацій, що включають Робертсбріджське мистецьке партнерство (RAP), Джаз-клюб і Робертсбріджський винний клюб (RWC), який є філією Товариства натурального вина «Eureka». Спортивні клюби включають Робертсбріджський крикетний клюб. і колишній Робертсбріджський регбійний футбольний клюб, який розпався в сезоні 2008-2009 років. Також у Робертсбріджі є товариство розпалювання вогнищ.

## Економіка
Робертсбрідж є домівкою для кількох відомих брендів спортивного обладнання. Матеріяльна компанія Grays International базується в Робертсбріджі з 1990-х років, після переїзду з Кембриджширу. Компанія виробляє обладнання для крикету під брендом Gray-Nicolls, для нетболу й регбі під брендом Gilbert, та для хокею під брендом Grays.